# مجلة كل الأسرة
كل الأسرة مجلة أسبوعية اجتماعية مستقلة، تصدر عن دار الخليج للصحافة والطباعة والنشر في الشارقة بالإمارات العربية المتحدة.

## النشأة والتطور
صدرت مجلة كل الأسرة لأول في 20 أكتوبر عام 1993 على يد تريم عمران تريم، والذي تولى رئاسة تحريرها حتى وفاته بتاريخ 16 مايو 2002.
تعد «كل الأسرة» دليل الأسرة العصرية إلى عالم مفتوح على الجديد والفريد، فهي تُعنى بقضايا المجتمع عموماً وتهتم بالمرأة والطفولة والعلاقات الاسرية خصوصاً، وتتوزع بين المنوعات والثقافة والشباب والفنون وصحة الأسرة.
تركز المجلة بشكل دائم على القضايا الاجتماعية الهامة (الزواج – تربية الأطفال – العادات والتقاليد – الجرائم – قضايا الشباب في المدرسة والجامعة… إلخ).
قد تطورت المجلة حتى وصل عدد صفحاتها حالياً إلى حوالي 200 صفحة تتوزع ما بين القضايا الأسرية والمنوعات، والثقافة، والشباب، والفنون، وصحة الأسرة، فضلا عن الموضوعات الخاصة بالمرأة، بالإضافة إلى كتابات لعدد من الكتاب اللامعين.

## وصلات داخلية
- صفحة دار الخليج للصحافة والطباعة والنشر
- صفحة جريدة الخليج
- صفحة مجلة الشروق
- صفحة تريم عمران تريم
- صفحة عبد الله عمران تريم